# Пикенс, Исраэль
Исраэль Пикенс (англ. Israel Pickens) (30 января 1780 — 24 апреля 1827) — американский юрист, конгрессмен, третий губернатор Алабамы, впоследствии — сенатор США от Алабамы. Его победа на губернаторских выборах 1821 и 1823 годов положила конец доминированию джорджианских плантаторов в политике Алабамы.

## Ранние годы
Пикенс родился в Северной Каролине, в округе Мекленбург (современный округ Кабаррус) в семье капитана Самуэля Пикенса, ветерана Войны за независимость, и Джейн Кэриган Пикенс. Он прошёл обучение в академии округа, после чего поступил в Колледж Джефферсона в Пенсильвании. В 1802 году он переехал на запад Северной Каролины, в округ Бёрк, где занялся юридической практикой, а затем заинтересовался политикой. В 1808 году он был избран в сенат штата, а в 1811 году был избран в Палату представителей США от Северной Каролины, и пробыл на этой должности до 1817 года. Он был решительным сторонником президента Мэдисона и одним из «ястребов», под влиянием которых США объявили война Англии в 1812 году. В 1814 году он женился на Марте Ленуар, дочери генерала Уильяма Ленуара одной из самых богатых невест Каролины. Когда война с Англией завершилась, индейцы-крики уступили США значительные территории, что вместе с высокими ценами на хлопок породило «земельную лихорадку» в Алабаме. Пикенс решил отказаться от четвёртого срок в Конгрессе, в 1817 году переехал в Сент-Стивенс на Территории Миссисипи, и купил 3 500 акров земли на юго-западе Алабамы. Он также стал первым президентом банка Томбигби в Сент-Стивенсе. Благодаря его финансовой грамотности, активы банка удалось спасти во время кризиса 1819 года.
Несмотря на успехи в земельных сделках и в финансовом бизнесе, Пикенс не отказался от политики. В 1819 году он стал делегатом конституционного конвента Алабамы от округа Вашингтон. В то время он был союзником территориального губернатора Уильяма Бибба и его сторонников, «Джорджианской фракции». К 1820 году Пикенс почувствовал изменения в настроениях избирателей и стал дистанцироваться от джорджианцев. Он стал строить свою политическую карьеру на критике этой фракции. Когда кризис 1819 года привёл к депрессии 1820-х, многие алабамцы стали винить в этом джорджианскую элиту. Губернатор Бибб в это время был при смерти, что ещё более ослабило элиту. На губернаторских выборах 1821 году Пикенс был кандидатом от оппозиции и победил Гери Чэмберса, кандидата от джорджианцев, получив 9 616 голосов избирателей, против 7 129 у Чэмберса.